# Pasaporte a Río
Pasaporte a Río es una película argentina en blanco y negro de 1948 dirigida por Daniel Tinayre sobre su propio guion escrito en colaboración con César Tiempo y Luis Saslavsky sobre argumento de este último, con los actores Mirtha Legrand, Arturo de Córdova, Francisco de Paula, Eduardo Cuitiño, Nathán Pinzón, Pedro Maratea, Toti Muñoz y Manuel Alcón.

## Argumento
Un ladrón realiza un robo y es observado por una corista que se convierte en testigo del crimen. El hombre la descubre y la obliga a que lo ayude a llevar lo que robó a Río de Janeiro. Sin otra salida, la joven se embarca hacia Brasil junto al ladrón. En el barco, la corista conoce a un médico con el que inicia una historia de amor mientras el delincuente se enamora de la mujer.

## Reparto
- Manuel Alcón	... 	El Francés
- Alberto Barcel	... 	Inspector de aduanas
- Carlos Bellucci	... 	Conseje 1
- Roberto Bordoni	... 	Médico
- Margarita Burke	... Mujer en el hotel
- Warly Ceriani	... 	Conseje 3
- Eduardo Cuitiño... Inspector Laver
- Arturo de Córdova	... Ramón Machado
- Francisco de Paula... Dr. Carlos Rossi
- Zoe Ducós... Cora, mujer de Felipe Fuentes
- Rodolfo Díaz Soler... Felipe Fuentes
- Pilar Gómez... Olegaria
- Alfredo Jordan
- Mirtha Legrand	... 	Nina Reyes
- Carmen Llambí	... 	Parturienta en barco
- Mecha López
- Pedro Maratea... Mario Rudnovi
- Toti Muñoz
- Fausto Padín
- Jesús Pampín	... 	Conserje 2
- Nathán Pinzón... "El turco"
- Alberto Quiles	... 	Policía
- Domingo Sapelli... Sr Sumarán, jefe de policía

- Datos: Q6065332
- Multimedia: Passport to Rio / Q6065332